# Meteorologiåret 1866

## Händelser

### Februari
- 13-15 februari - Minnesota, USA drabbas av en svår snöstorm.[1]

### Juli
- 28 juli – Meteorologisk institutt bildas i Norge efter beslut i Norges storting.[2]

### Augusti
- 6 augusti – 10.30 inch regn faller över Sibley County i Minnesota, USA.[3][4]

### December
- 1 december – Meteorologisk institutt i Norge påbörjar sin verksamhet.[2]

### Okänt datum
- Ett tidigt försök med meteorologiska mätningar i Växjö, Sverige inleds.[5]
- Cyperns första väderobservationer börjar.[6]

## Födda
- 7 februari – Henry Ambrose Hunt, brittisk meteorolog.
- 15 maj – Reinhard Süring, tysk meteorolog.
- 15 augusti – Gerhard Schott, tysk oceanograf och meteorolog.

### Fotnoter
1. ↑  Famous Minnesota Winter Storms (Listed Chronologically) Arkiverad 7 januari 2009 hämtat från the Wayback Machine.
2. 1 2  MET
3. ↑  This Day in Weather History - August Arkiverad 26 juli 2010 hämtat från the Wayback Machine.
4. ↑  Historic Mega Rain Events in Minnesota
5. ↑  SMHI
6. ↑  DMI[död länk]